# من الآخر (مسلسل لبناني)
من الآخر مسلسل تلفزيوني لبناني أنتج وعُرض في سنة 2020، وكان من المقرر عرضه في شهر رمضان سنة 1441 هـ/2020م، ولكنه تم تأجيله بسبب جائحة فيروس كورونا، المسلسل من إخراج شارل شلالا، وتأليف وسيناريو وحوار إياد أبو الشامات، ومن بطولة معتصم النهار، ريتا حايك، بديع أبو شقرا وسينتيا صموئيل.

## قصة المسلسل
يبدأ مسلسل (من الآخر) في قالب درامي قصته بنهاية علاقة وبداية أخرى في حالة غريبة تجمع الشخصيات وسط وضع عائلي صعب يتحكم بالجميع، فإلى ماذا ستؤول كل هذه العلاقات؟

## طاقم العمل
- معتصم النهار: (ورد العمري)
- ريتا حايك: (ياسمين الصياد)
- بديع أبو شقرا: (زياد)
- سينتيا صموئيل: (تارا ماضي)
- مازن معضم: (هاني)
- جهاد سعد
- سيرينا الشامي
- هيام أبو شديد: (نائلة - أم ياسمين)
- إلياس الزايك
- فؤاد يمين: (ظهور خاص)
- عصام الأشقر: (ضيف)
- رندة حشمة: (أم ورد - ضيفة الحلقات)
- مي صايغ: (ضيف)
- مروى خليل: (ضيف)
- سعد حمدان: (ضيف)
- جمال حمدان: (ضيف)
- طوني عاد: (ضيف)
- زاهر قيس: (ضيف)
- ريتا حرب: (مايا - ظهور خاص)
- رولا حمادة: (منى)
- لمى لاوند
- مارسيل جبور
- نور شقير
- نور نخول
- مجد عقيل
- رفيق فخري
- ألبير غطاس